# 钱宏 (1958年)
钱宏（1958年—），男，中国巨骗，涉嫌诈骗人民币5亿元。他通过假冒身份成立美国康泰企业集团，才用虚假承诺等手段骗取48家企业5亿人民币。